# John M. Stahl
John Malcolm Stahl (n. 21 ianuarie 1886, Bakı, gubernia Baku⁠(d), Imperiul Rus – d. 12 ianuarie 1950, Hollywood, California, SUA) a fost un regizor și producător de film  evreu-american.

## Biografie
S-a născut ca Jacob Morris Strelitsky în Baku (Azerbaijan) într-o familie de evrei est-europeni. În timpul copilăriei sale, familia a părăsit Imperiul Rus și s-a mutat în Statele Unite, la New York City. Din tinerețe, Strelitsky a început să lucreze în industria cinematografică în creștere a orașului și a regizat primul său film (de scurtmetraj) în 1914.
A luat numele John Malcolm Stahl la începutul anilor 1920, când a semnat un contract cu compania Louis B. Mayer Pictures de la Hollywood.

## Filmografie parțială
- The Child Thou Gavest Me (1921)
- The Wanters (1923)
- Why Men Leave Home (1924)
- The Gay Deceiver (1926)
- Lovers (1927)

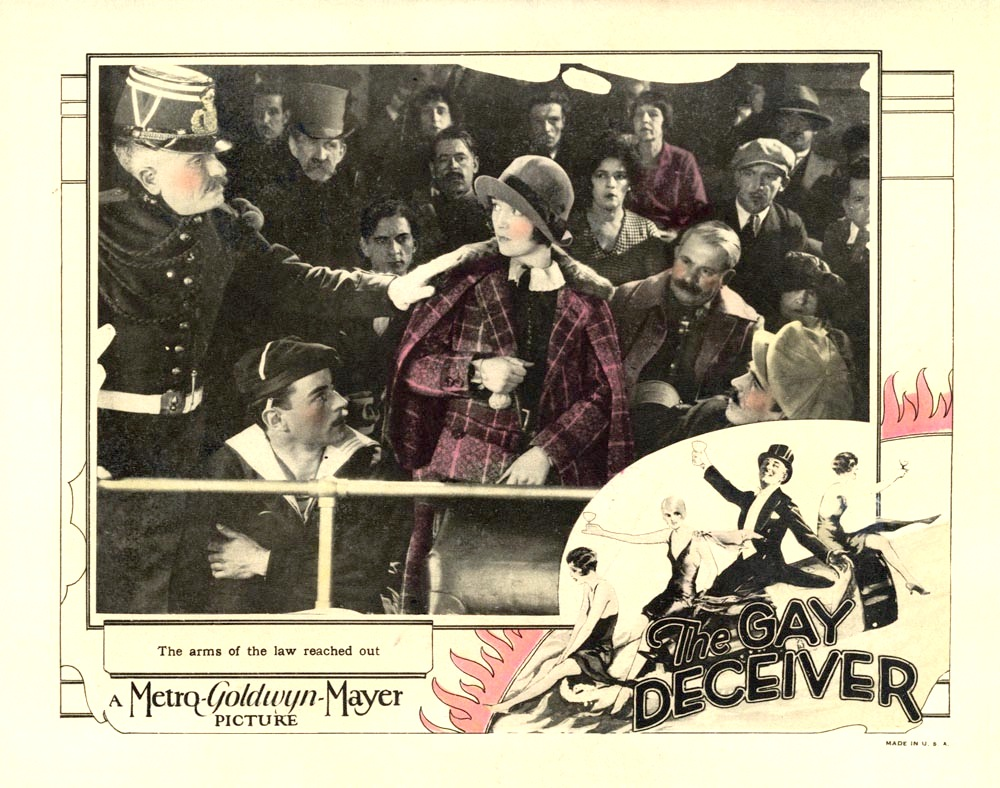
The Gay Deceiver, 1926

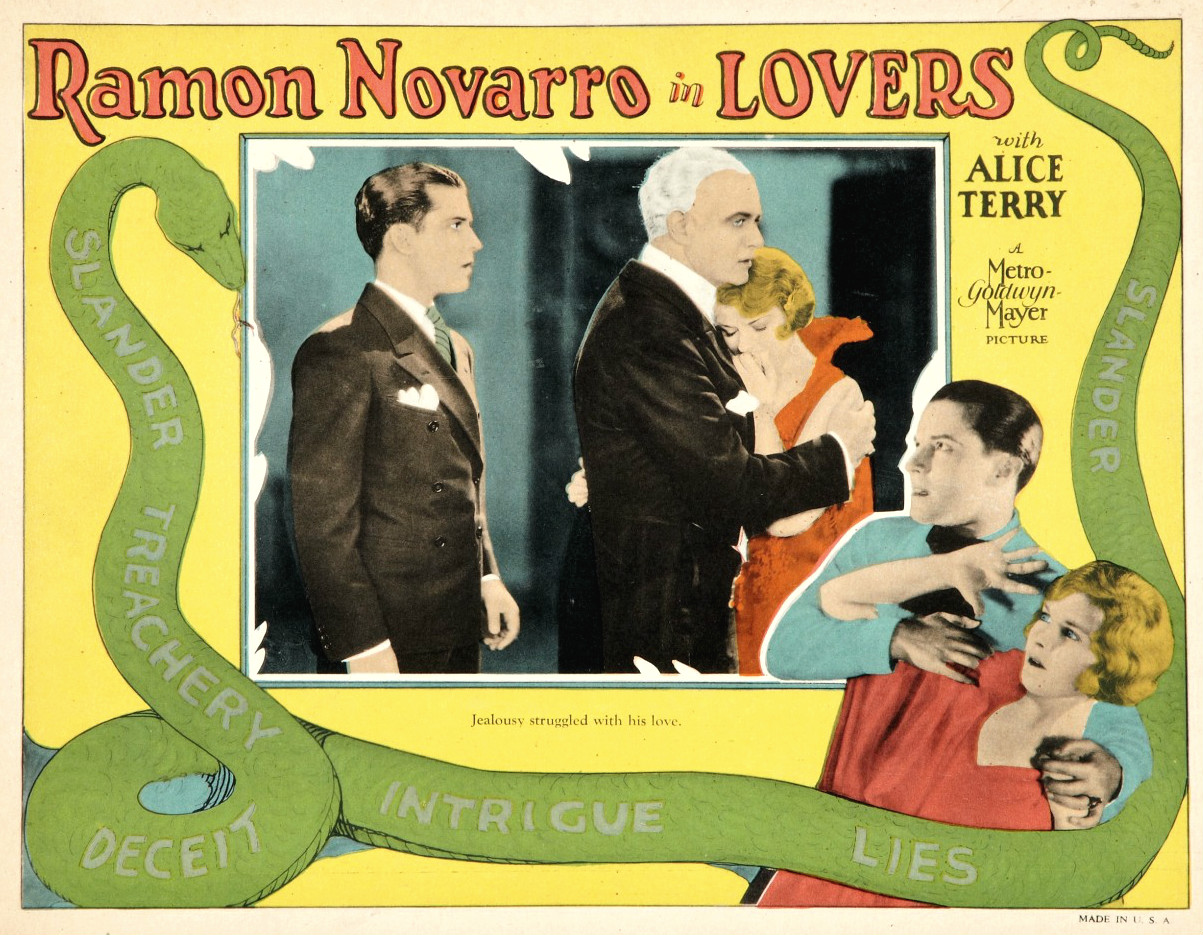
Lovers, 1927

- The Toilers (1928) doar ca producător
- The Cavalier (1928) doar ca producător
- A Lady Surrenders (1930)
- Seed (1931)
- Strictly Dishonorable (1931)
- Back Street (1932)
- Only Yesterday (1933)
- Imitation of Life (1934)
- Magnificent Obsession (1935)
- Parnell (1937)
- Letter of Introduction (1938) regizor și producător
- When Tomorrow Comes (1939) regizor și producător
- Our Wife (1941)
- Immortal Sergeant (1943)
- Holy Matrimony (1943)
- The Eve of St. Mark (1944)
- The Keys of the Kingdom (1944)
- Leave Her to Heaven (1945)
- The Foxes of Harrow (1947)
- Forever Amber (1947) înlocuit cu Otto Preminger[9]
- The Walls of Jericho (1948)
- Father Was a Fullback (1949)
- Oh, You Beautiful Doll (1949)